# Festival d'Angoulême 1986
Le 13e Salon international de la bande dessinée d'Angoulême se déroule du 24 au 26 janvier 1986. Le Grand Prix de la ville d'Angoulême est décerné au scénariste Jacques Lob.

## Palmarès
Le jury est composé de Jacques Tardi, Jean-Michel Boucheron, Robert Escarpit, Pierre Veilletet, Jean-Paul Morel, Jean-Pierre Cliquet, Monique Bussac, Adrienne Krikorian, François Pierre, Dominique Bréchoteau, Pierre Pascal.
- Grand prix : Jacques Lob
- Alfred du meilleur album : François Boucq et Jerome Charyn, La Femme du magicien, Casterman
- Alfred du meilleur album étranger traduit en français :  Jordi Bernet et Enrique Sanchez Abuli,Torpedo' t. 4, Albin Michel.
- Alfred premier album : Jean-Claude Götting, Crève-cœur, Futuropolis

### Autres prix
- Alfred enfant (décerné par 12 enfants charentais) :  Lucien De Gieter, Papyrus : La Métamorphose d'Imhotep, Dupuis
- Alfred communication publicitaire : Frank Margerin, Lutte contre le vandalisme dans les cabines publiques pour la région Nord-Pas-de-Calais, agence Open.
- Alfred fanzine : Sapristi (Dieppe-Tours)
- Alfred avenir : Thierry Gaufillet (Auxerre)
- Alfred scolaire : Luc Jacamon (Épinal)
- Prix Bloody Mary (ACBD) : Cromwell, Riff Reb's et Ralph, Le Bal de la sueur, EDS
- Prix Lucien : Régis Loisel et Serge Le Tendre, La Quête de l'oiseau du temps, t. 3 : Le Rige, Dargaud
- Prix Témoignage Chrétien Résistance : Guy Vidal et Florenci Clavé, Sang d'Arménie, Dargaud
- Prix des lecteurs de la bibliothèque municipale : Annie Goetzinger et Pierre Christin, La Voyageuse de la petite ceinture, Dargaud
- Prix Russie libre : Hergé, Tintin au pays des soviets, Casterman
- Le grand prix national des arts graphiques est remis à Albert Uderzo par Jack Lang à l'occasion du festival.

## Déroulement du festival
- L'affiche est dessinée par le Grand Prix de l'année précédente, Jacques Tardi.
- La cérémonie de remise des prix à la discothèque « la nuit des rois » est retransmise par FR3. La retransmission est un fiasco total, dû principalement à une coupure de courant qui plonge la discothèque dans le noir ainsi que les écrans des téléspectateurs. La soirée est animée par Eddy Mitchell et Tom Novembre.
- Chantal Montellier, Florence Cestac, Annie Goetzinger et Jeanne Puchol débattent de l'image de la femme dans la BD.
- Première grosse exposition organisée pour le festival : l'expo Tardi.